# Tashkent Open 2001
Il Tashkent Open 2001  è stato un torneo di tennis giocato sul cemento. È stata la 5ª edizione del Tashkent Open, che fa parte della categoria International Series nell'ambito dell'ATP Tour 2001 e della Tier IV nell'ambito del WTA Tour 2001. Il torneo si è giocato a Tashkent in Uzbekistan, dal 10 al 16 settembre 2001.

## Campioni

### Singolare maschile
Marat Safin ha battuto in finale  Evgenij Kafel'nikov con il punteggio di 6–2, 6–2

### Doppio maschile
Julien Boutter /  Dominik Hrbatý hanno battuto in finale  Marius Barnard /  Jim Thomas con il punteggio di 6–4, 3–6, [13–11]

### Singolare femminile
Bianka Lamade ha battuto in finale  Seda Noorlander con il punteggio di 6–3, 2–6, 6–2

### Doppio femminile
Petra Mandula /  Patricia Wartusch hanno battuto in finale  Tetjana Perebyjnis /  Tat'jana Puček con il punteggio di 6–1, 6–4